# Ехидо Хесус Марија, Артуро Агилар Гарсија (Долорес Идалго Куна де ла Индепенденсија Насионал)
Ехидо Хесус Марија, Артуро Агилар Гарсија (шп. Ejido Jesús María, Arturo Aguilar García) насеље је у Мексику у савезној држави Гванахуато у општини Долорес Идалго Куна де ла Индепенденсија Насионал. Насеље се налази на надморској висини од 1923 м.

## Становништво
Према подацима из 2010. године у насељу су живела 2 становника.

### Хронологија
| Година       | 2000 | 2005        | 2010 |
| ------------ | ---- | ----------- | ---- |
| Становништво | 17   | 17 (7 / 10) | 2    |

### Попис
| # | Индикатор                     | Вредност |
| - | ----------------------------- | -------- |
| 1 | Укупно домаћинстава           | 2        |
| 2 | Укупно насељених домаћинстава | 1        |
| 3 | Величина локације             | 1        |